# G.D. アトラクション
『G.D.アトラクション』は、大石昌良によるソロ2作目のアルバム。2009年11月18日にHappy Music Recordsより発売された。

## 概要
前作「あの街この街」から約1年ぶりのアルバム。
本作のタイトルである「G.D.アトラクション」のG.D.とは大石自身が東京に上京以前に過ごしていた神〈GOD〉戸〈DOOR〉の事を意味しており、前作の「あの街この街」と同様“街”をテーマにしたアルバムとなっている。また、初回限定版DVDには「ラヴ」「幻想アンダーグラウンド」のMUSIC CLIPが収録されている。
本アルバム発売を記念し、2010年3月15日『G.D.アトラクション・アコースティックツアー』を開催した。

## 収録曲
作詞作曲 大石昌良　編曲 大石昌良/扇谷研人。
1. ラブ [4:52]
ソロ3rdシングルの表題曲。
2. イリュージョン [4:15]
3. カブライダー [4:17]
4. 赤いレンガの相合い傘 [3:46]
5. ユートピア [3:11]
ソロ3rdシングルのカップリング曲。
6. スコットランドヤード [3:23]
7. 幻想アンダーグラウンド [4:37]
ソロ4thシングルの表題曲。
8. 25万マイル [5:24]
ソロ3rdシングルのカップリング曲。
9. 蜃気楼ラプソディ [2:54]
10. スナフキンの回転木馬 [4:27]
11. さよならパレード [4:28]

## DVD (MUSIC CLIP)
1. ラブ
2. 幻想アンダーグラウンド

## タイアップ
ラブ
TBS/MBS系全国ネット『クメピポ! 絶対あいたい1001人』2009年4 - 6月度エンディングテーマ曲
TOKYO FM 2009年6月度ブランニューソング
毎日放送『アニメシャワー』2009年6月度オープニング曲
テレビ神奈川『1230アッと!!ハマランチョ』2009年4 - 6月度エンディング・テーマ
FM徳島 2009年7月度 POWER PLAY
カブライダー
TOKYO FM 2009年11・12月度ブランニューソング
毎日放送『麒麟の部屋』2009年12月度エンディングテーマ
幻想アンダーグラウンド
毎日放送『麒麟の部屋』2009年11月度エンディングテーマ
名古屋テレビ『スポケン』2009年11月度エンディングテーマ
名古屋テレビ『キングコングのあるコトないコト』第1 - 4回エンディングテーマ
BS朝日 デジタル5ch『ぜひもの』2009年10 - 12月 エンディングテーマ